# Пирятинський комбінат хлібопродуктів

Бункер для пшеничних висівок та відвантаження їх на автотранспорт

Пирятинський комбінат хлібопродуктів — хлібокомбінат у місті Пирятині (райцентр на Полтавщині); є дочірнім підприємством ДАК «Хліб України».

## З історії мірошництва на Пирятинщині
Про давні борошномельні традиції на Пирятинщині свідчать історичні дані, зокрема, багаторічна млинарська війна, що виникла тут між переяславським полковником Леонтієм Полуботком і лубенським полковим осавулом Леонтієм Свічкою за залишені після втечі у 1648 році Яремою Вишневецьким маєтності, у числі яких й недобудований млин на річці Удай (на Кручі).
Після майже сорокарічної «тяганини» заповзятому осавулі Леонтію Свічці разом з владою вдалося перехопити до своїх рук доволі прибутковий млинарський промисел, який він усіляко зміцнив і розширив.
Наразі ображеним пирятинським мірошникам, що потерпали від утисків Леонтія Свічки, вже й після його смерті не вдалося зупинити самоуправство Свіччиних спадкоємців навіть універсалами І. Скоропадського, який неодноразово виступав на боці порушених прав пирятинської громади, звертаючись до сина Свічки зі словами: «аже ти, як вул на рогатину пручися, й по сей час оних (млинів) не зносиш… видалисмо мелникам пирятинским універсал, позволяючи, з помощію старшини тамошнеи, тіє твоі, не слушнє построєниє млини розкидати й преч з місця позносити… то відай певне, же інших млинов, а без мала і маєтностей позбудєш».
Дослідники козацької минувшини Лівобережної України наприкінці 1880-х зафіксували той факт, що на Пирятинській греблі на той час не було вже жодного млинарського колеса, тоді як на Кручанській працювало аж чотири, а відтак і перемогу в цій затяжній війні, вочевидь, святкувала не пирятинська громада, а нащадки Л. Свічки.
Бурхливий розвиток машинної індустрії у Царській Росії збігся у часі з відміною кріпацтва. Тож хлібні регіони України почала завойовувати потужна парова млинарська техніка. Саме у цей час три брати Майляси, що мешкали у Пирятині, вирішили побудувати такий млин — перше у місті промислове підприємство (1868 р.). Потужність цього млина обійного помелу (нині діюче приміщення крупоцеху) вражала сучасників і становила — 1 200 пудів (19 тонн) на добу.
Через 20 років брати Дунаєвські разом з комерсантом Голінським поруч з діючим підприємством збудували другий у Пирятині млин (1888 р.) сортового помелу (нині діючий млин пшеничного помелу).

## Державне підприємство (доба СРСР)
У 1925 році обидва млини були націоналізовані і об'єднані в одне підприємство (директори п. Блюмкін, п. Бенціон, п. Белуш).
Під час фашистської окупації обидва млини спалили гітлерівці.
Після визволення Пирятина від нацистів вцілілі мешканці міста взялися за відбудову міста і його промислових підприємств. А вже 8 березня 1945 року млин обійного помелу дав першу продукцію. На відбудові підприємства самовіддано працювали П. С. Кацалап, М. Г. Щепанський, М. М. Павелко, І. А. Трофим'юк, Д. І. Шевченко, П. П. Зубов та інші патріоти свого виробництва.
У повоєнний час на відновлених потужностях млина перероблялося до 200 тонн зерна на добу.
У березні 1959 року до млина приєднали пункт «Заготзерна», до складу якого також входили приймальні пункти Пирятинського, Чорнухинського і Гребінківського районів, а також «Заготсіно», Грабарівський хлібоприймальний пункт.
У 1977 році до комбінату приєднали млин № 25 Пирятинського харчокомбінату збудований у 1910 році (нині — млин житнього обойного помелу, потужністю переробки 35 тонн сировини на добу).
Директорами підприємства у різні періоди працювали п. Блюмкін, п. Кукушкін, п. Порпенко, п. Кагасов, п. Харитонов, п. Зеньковський. Обов'язки директора виконували А. П. Батрак, К. І. Крамаренко, п. Щепанський, І. І. Блінков, п. Смольський, І. І. Поляков, К. Д. Притула. З 1963 до 1983 року комбінат хлібопродуктів очолював О. В. Усенко. Опісля цю посаду займали М. Г. Бондаренко, В. М. Бугайов, С. І. Смолій, О. С. Корнієнко, В. М. Клепач.
У 1971–1974 роках на території підприємства було споруджено адміністративне приміщення, у 1973 році — відновлено роботу млина сортового помелу, виробничі потужності якого сягнули 120–140 тонн зерна на добу.

## Пирятинський хлібокомбінат на сучасному етапі
У 1998 році підприємство було реорганізоване у дочірнє підприємство Державної акціонерної компанії «Хліб України».
З призначенням керівником комбінату К. М. Козленка — відносно молодого управлінця, але досвідченого у зерновому бізнесі, який інвестував у підприємство комерційні наробки, взявши за вектор розвитку — нове бачення щодо майбутнього підприємства, а також — інтенсивну співпрацю з аграріями, розпочалися конкретні позитивні зміни. До того ж господарська наполегливість та організаційні здібності керівника швидко відформатувалися у зримі результати.
а реалізацію планів розвитку підприємства взялися з оновлення понад 4 тис. квадратних метрів покрівлі. Відразу ж дала збільшення виходу борошна й заміна вальцевих верстатів. Було споруджено також резервний майданчик на 2 тис. тонн для щойно прийнятого збіжжя, та проведено переоснащення вагової з установкою тензометричних механізмів.
Нині до комбінату везуть збіжжя ТОВ «Повстинагроальянс», ТОВ «Руда», ВАТ «Каплинцівське», ПП «Удача», ЗАТ «Прогрес» та інші підприємства.
Про якість пирятинського борошна найпереконливіше свідчить географія його споживання. Продукцію комбінату обирають як основну сировину для випікання хліба насущного хлібозаводи Кременчука, Лубен, Прилук, Кіровограда та Дніпропетровська.
Нині з метою підвищення економічної ефективності роботи підприємства накопичуються ресурси і фінанси для вирішальної модернізації підприємства, зокрема, з завершення робіт та введення в експлуатацію лінії для гранулювання комбікормів, лінії для фасування борошна в пакети, складу для зберігання зерна на 7 тис. тонн.
Підприємство має сертифікат відповідності послуг із зберігання зерна та продуктів його переробки. Комбінат — неодноразовий учасник виставок-ярмарок продукції в Києві, його занесено до книги найкращих підприємств харчової та переробної промисловості України (2005 р.).
Комбінат хлібопродуктів з давніх часів славився своїми трудовими традиціями і кадрами. Гордістю колективу є династії Міхненків, Шевченків, Батраків, Кривобоків. Працюють молоді покоління з династій Упирів, Шишкіних, Кирикеєвих, Зайченків, Шевченків, Бражників та інших.
Сьогодні Пирятинський комбінат хлібопродуктів — це:
- млин сортового пшеничного помелу з потужністю 145 тонн на добу;
- млин житнього обійного помелу потужністю 35 тонн на добу;
- крупоцех з виробництва крупи та борошна кукурудзяного потужністю 130 тонн на добу;
- заготівельна база зі складським господарством на 40, 3 тис. тонн;
- здешевлене громадське харчування.

Окрім стабільного і пристойного заробітку, який виплачується своєчасно, трудовий колектив комбінату гуртує соціально-вагомий пакет, гарантований кожному працюючому. До послуг членів трудового колективу медичне обслуговування, допомога асортиментом продукції, щосезонне оздоровлення на березі Чорного моря. На підприємстві працює їдальня, відзначаються корпоративні заходи (Новий рік, знаменні дати, дні народження).
ДП ДАК «Хліб України» «Пирятинський комбінат хлібопродуктів» занесене до книги найкращих підприємств харчової та переробної промисловості України (2005 р.).
Прибутковість ДП ДАК «Хліб України» «Пирятинський комбінат хлібопродуктів» суттєво впливає й на добробут міста як стабільний платник податків до місцевого бюджету.
У рамках місцевих програм розвитку економіки району тамтешня влада свої дії концентрує на запровадженні інноваційно-інвестиційної моделі розвитку регіону, задля чого нею передбачене повне сприяння щодо запровадження низкою підприємств у виробничу діяльність маловідходних та ресурсозберігаючих технологій, у тому числі й заміна (модернізація) сушарки на Пирятинському КХП, а також сприяння прискоренню процесу сертифікації власної системи управління якістю у ДП ДАК «Хліб України» «Пирятинський КХП» на відповідність міжнародному стандарту якості ISO-9001-0001 2.